# Francisco Contreras
Francisco Contreras Báez (ur. 16 maja 1999 w Culiacán) – meksykański piłkarz występujący na pozycji lewego obrońcy lub środkowego pomocnika, od 2022 roku zawodnik Tijuany.